# Abigail Brand
Abigail Brand è un personaggio dei fumetti, creato da Joss Whedon (testi) e John Cassaday (disegni), pubblicato dalla Marvel Comics. La sua prima apparizione avviene in Astonishing X-Men (Vol. 3) n. 3 (settembre 2004).
Agente segreta di origini aliene al comando dello S.W.O.R.D., organizzazione gemella/sottosezione dello S.H.I.E.L.D. incaricata di supervisionare e combattere eventuali minacce extraterrestri, Abigail Brand è una donna eccentrica, cinica e spietatamente ironica contraddistinta dall'indossare sempre abiti verdi in tinta coi capelli, gli occhi e gli occhiali da sole a specchio che indossa per mascherare le sue vistose occhiaie. Nonostante la totale mancanza di capacità relazionali, l'eccessivo stacanovismo ed il carattere autoritario, scorbutico e possessivo ai limiti del grottesco (spesso fonti di gag) Abigail è straordinariamente rispettata dai suoi uomini, con cui ha un rapporto quasi paternalista, e presenta una devozione pressoché assoluta alla sua missione.

## Biografia del personaggio

### Origini
Nata negli Stati Uniti da un imprecisato alieno verde e da una donna mutante, Abigail cresce sulla Terra mantenendo tuttavia un assiduo contatto col padre e con il fratellastro, Lothithanriaxiaxus, sviluppando così una cultura quasi enciclopedica sulle specie extraterrestri e arrivando a considerarsi più come un'aliena che come un'umana, sebbene nonostante ciò continui a vedere nella Terra la sua patria e desideri difenderla più di qualsiasi altra cosa. Una volta maggiorenne diviene un'agente speciale dello S.H.I.E.L.D. ottenendo, in riferimento ai suoi poteri corrosivi, il nome in codice "Brand", il quale le rimane tanto attaccato da fare in modo che molti credano sia il suo cognome. Successivamente Abigail si fa tatuare due nomi sui bicipiti: "Grace" a destra e "Anna" a sinistra, ma non è noto cosa significhino.
Date le sue competenze pressoché uniche, Abigail viene nominata comandante dell'organizzazione interplanetaria per la contravvenzione delle minacce aliene denominata S.W.O.R.D. prima ancora di aver compiuto 28 anni e proprio la sua dedizione, tale da concedersi solo sedici minuti di tempo libero al giorno, fa in modo che l'agenzia divenga un'entità autonoma rispetto allo S.H.I.E.L.D..

### Alleata degli X-Men
Quando l'alieno Ord giunge dal pianeta Breakworld con l'intenzione di eliminare ogni forma di vita mutante per scongiurare una profezia secondo la quale uno di loro (Colosso) distruggerà il suo mondo, Abigail interviene per via diplomatica proponendo all'essere di creare una "cura" al Gene-X così da evitare una guerra planetaria, decisione che la porta a riscuotere varie antipatie tra gli X-Men e l'indignazione di Nick Fury, il quale la costringe a rispondere della sua condotta davanti a una commissione d'inchiesta che la donna convince di come la salvaguardia del pianeta giustifichi l'adempimento di azioni altrimenti immorali. Nonostante i dissapori, Abigail collabora successivamente con gli X-Men viaggiando assieme a loro su Breakworld di modo da impedire ai suoi abitanti di lanciare un ordigno dell'apocalisse sulla Terra e, terminata la missione, offre inoltre al dottor Hank McCoy (Bestia) un posto come consulente dello S.W.O.R.D. rivelandogli di provare una forte attrazione nei suoi confronti; i due iniziano così una bizzarra relazione sentimentale in cui, per negare ogni coinvolgimento sentimentale, Abigail si definisce la "compagna di sperimentazione xenofila" del mutante.
Tempo dopo, Abigail e lo S.W.O.R.D. collaborano nuovamente con gli eroi mutanti per investigare e successivamente distruggere il dispositivo per i viaggi interdimensionali noto come "Ghost Box".

### Secret Invasion
Non nascondendo la sua antipatia nei confronti di Maria Hill, nel momento in cui essa diviene la nuova direttrice dello S.H.I.E.L.D., Abigail tronca ogni rapporto tra lo S.W.O.R.D. e l'agenzia gemella cosa che aiuta indirettamente l'invasione segreta degli Skrull difatti, nel momento in cui un agente dei mutaforma fa esplodere la base orbitale dello S.W.O.R.D., "Il Picco" (Peak), pur riuscendo a sopravvivere e ad assistere all'arrivo delle astronavi Skrull, essa non ha mezzi per poter comunicare con lo S.H.I.E.L.D., motivo per il quale si impadronisce di un'astronave della flotta di invasori, libera Mister Fantastic dalla loro prigionia e si reca prima nella Terra Selvaggia e poi a New York così da prendere parte all'imminente battaglia.

### Dopo l'invasione
Una volta scongiurata la minaccia degli Skrull, Abigail si dedica a ripristinare la piena funzionalità della sua agenzia facendo ricostruire il Picco e reclutando come nuova agente Jessica Drew (Donna Ragno) tuttavia Norman Osborn, che ha nel frattempo smantellato lo S.H.I.E.L.D. e fondato l'H.A.M.M.E.R., la costringe ad accettare un co-comandante che risponda direttamente a lui, Henry Peter Gyrich, minacciando altrimenti di mandare lo S.W.O.R.D. incontro al medesimo destino. Gyrich inizia però a servirsi dell'agenzia allo scopo di purgare la Terra dagli alieni arrestando anche quelli pacifici o i difensori della razza umana tra cui: Noh-Varr, Adam X, Jazinda, Karolina Dean e Hepzibah dunque Abigail lo ricatta costringendolo a dare le dimissioni.
Durante la guerra tra Vendicatori e X-Men Abigail, così come Bestia, si schiera coi Vendicatori ma, terminato il conflitto, anziché aiutare loro e lo S.H.I.E.L.D. a rintracciare la squadra di Ciclope, aiuta segretamente Magneto a rimanere nascosto in quanto lo considera vitale per il futuro della razza mutante. Poco tempo dopo, la donna viene vaporizzata da Legione nel tentativo di soccorrere un suo sottoposto, ma ritorna in vita nel momento in cui il mutante si sacrifica per riscrivere la realtà.
Frequentando sempre più assiduamente la Jean Grey School, presieduta da Wolverine e gestita da Bestia, Abigail diviene molto amica di uno degli studenti, Broo, un pacifico alieno della Covata che accompagna alla consegna dei diplomi.

### Nuovissimo Universo Marvel
In seguito alla distruzione e rinascita del multiverso Abigail diviene la capitano di corvetta della Stazione Spaziale Alpha Flight direttamente agli ordini di Carol Danvers, con la quale ha tuttavia un rapporto estremamente conflittuale.

## Poteri e abilità
Abigail Brand è una grande esperta di combattimento corpo a corpo, un'ottima leader ed un'abile stratega dotata di elevata intelligenza e di una conoscenza enciclopedica delle specie extraterrestri dell'Universo Marvel e delle loro specifiche culture; oltre a essere un'esperta nell'utilizzo delle armi da fuoco è una spia dotata di capacità tanto fuori dal comune da essere diventata prima un'agente speciale dello S.H.I.E.L.D. e poi la comandante dello S.W.O.R.D..
Grazie al Gene-X trasmessole dal retaggio materno, Abigail è in grado di generare fiamme di colore e intensità variabile con la sola forza della mente; capacità che è però limitata solo alle sue mani e, dunque, richiede si tolga i guanti e tocchi direttamente ciò che desidera corrodere. Le sue discendenze aliene le conferiscono invece una resistenza tanto sovrumana da poter incassare un colpo d'arma laser in pieno petto riprendendosi nel giro di poche ore nonché la capacità di modificare la forma della propria lingua così da riuscire a comunicare perfettamente con qualsiasi forma di vita aliena, ad esempio gli Skrull o perfino Lockheed.

## Altre versioni

### Ultimate
Nell'universo Ultimate Abigail "Abby" Brand è una giovane donna disillusa che, dopo la morte della madre, si unisce all'HYDRA e fa amicizia con l'agente Scorpio, che si rivela essere Nick Fury sotto copertura. Dopo essere stata tradita e quasi uccisa dalla sua comandante, Abby si unisce a Fury venendo reclutata nei suoi Howling Commandos con il nome in codice "The Alien". A differenza della controparte classica, tale versione ha la carnagione olivastra e i capelli castani, in seguito tinti di verde.

### What If?
In uno scenario autoconclusivo della serie fuori continuity What If?, che ipotizza cosa sarebbe successo se Ord avesse riportato in vita Jean Grey, Abigail Brand è una dei pochi a sopravvivere allo scontro finale con gli abitanti di Breakworld dopo avervi accompagnato gli X-Men.

## Altri media

### Televisione
- Abigail Brand è presente nella serie animata Iron Man: Armored Adventures, in tale versione è un'agente dello S.H.I.E.L.D. stazionata su un satellite assieme a Peter Corbeau, ha i capelli neri a caschetto e non indossa i tipici indumenti e occhiali da sole a specchio verdi.
- In Avengers - I più potenti eroi della Terra Abigail Brand appare in due episodi.

### Videogiochi
- Abigail Brand è un personaggio non giocabile del videogioco Marvel Avengers: Battle for Earth
- Il personaggio è presente in Marvel: Avengers Alliance Tactics.